# Gare d'Ichiba (JR West)
Pour les articles homonymes, voir Gare d'Ichiba.
La gare d'Ichiba (市場駅, Ichiba-eki) est une gare ferroviaire localisée dans la ville d'Ono, dans la préfecture de Hyōgo au Japon. La gare est exploitée par la compagnie JR West, sur la ligne Kakogawa.

## Disposition des quais
La gare d'Ichiba est une gare disposant de deux quais et de deux voies.

| N° de voie | Ligne      | Direction       |
| ---------- | ---------- | --------------- |
| 1          | ▆ Kakogawa | Ao/Nishiwakishi |
| 2          | ▆ Kakogawa | Kakogawa        |

## Gares/Stations adjacentes
| JR West            |                |                |                |                    |
| Direction Kakogawa | Ligne Kakogawa | Ligne Kakogawa | Ligne Kakogawa | Direction Tanikawa |
| Yakujin            |                | Local 普通     |                | Onomachi           |